# (13410) Arhale
(13410) Arhale est un astéroïde de la ceinture principale.

## Description
(13410) Arhale est un astéroïde de la ceinture principale. Il fut découvert le 29 octobre 1999 aux Monts Santa Catalina par le projet CSS. Il présente une orbite caractérisée par un demi-grand axe de 2,19 UA, une excentricité de 0,22 et une inclinaison de 4,9° par rapport à l'écliptique.

## Compléments